# Navinulcovité
Navinulcovité (Cyclanthaceae) je čeleď jednoděložných rostlin z řádu pandánotvaré (Pandanales). Jsou to vesměs byliny nebo liány s dvoudílnými, jednoduchými nebo dlanitými listy a s květy v palicovitých květenstvích. Jsou poněkud podobné drobným palmám. Čeleď zahrnuje asi 230 druhů ve 12 rodech a je rozšířena výhradně v tropické Americe. Nejznámějším a hospodářsky nejvýznamnějším druhem je karludovika dlanitá, z níž se získávají vlákna na výrobu panamských klobouků. Některé další druhy této čeledi mají domorodé a místní využití nebo se pěstují jako okrasné rostliny.

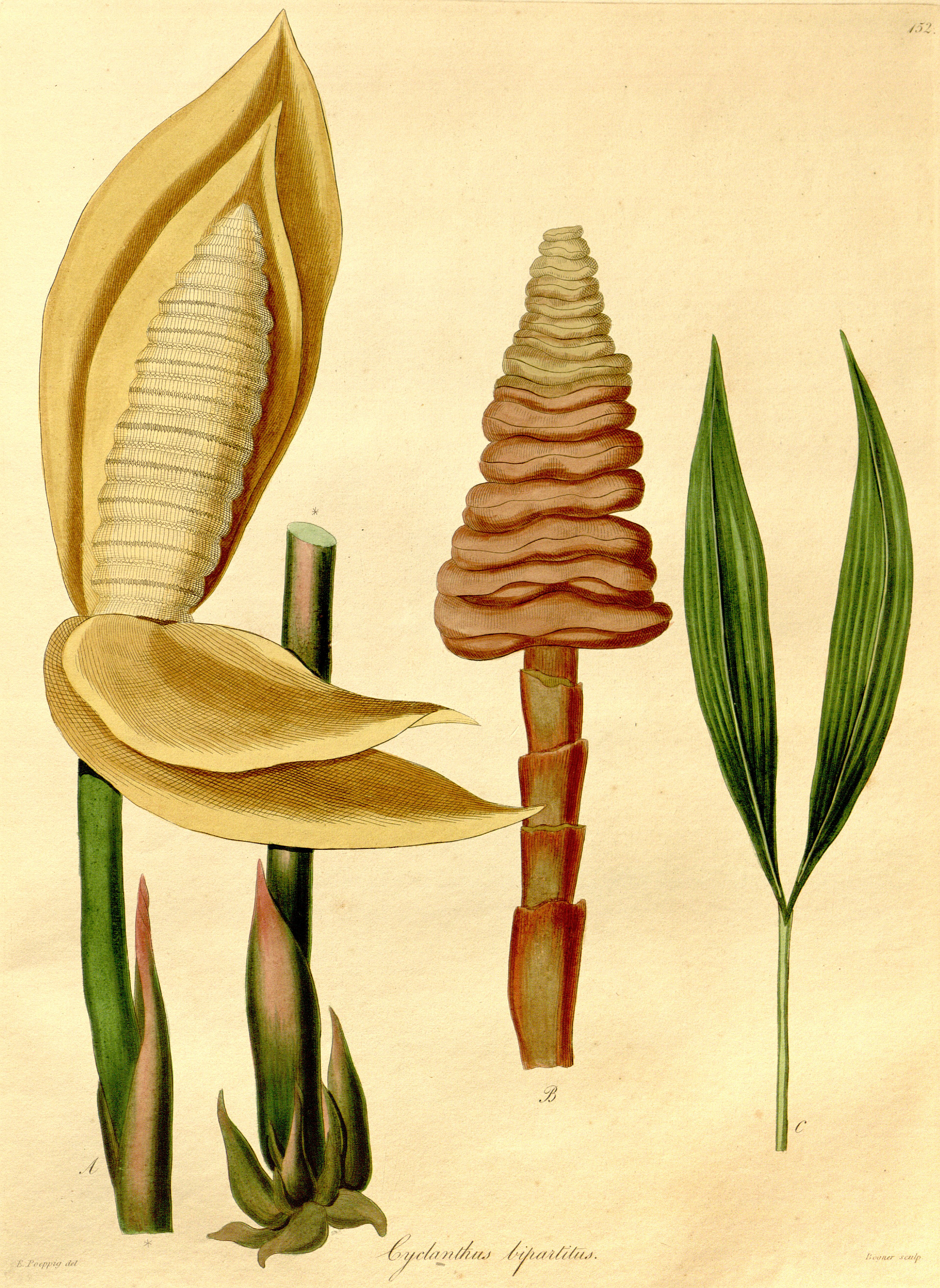
Kresba navinulce z roku 1838

## Popis
Zástupci čeledi navinulcovité jsou vytrvalé byliny s oddenky nebo liány přichycující se pomocí kořenů, řidčeji keře. Často rostou jako epifyty. Pozemní druhy mají krátký stonek nebo jsou přisedlé.
Listy jsou střídavé, dlouze řapíkaté, s listovými pochvami, bez palistů. Čepel je u většiny zástupců dvoudílná, řidčeji dlanitá (Carludovica palmata) nebo celistvá (Ludovia). Žilnatina je souběžná nebo souběžně zpeřená. Listy se podél žilnatiny často třepí podobně jako listy některých palem.
Jsou to jednodomé rostliny. Květy jsou jednopohlavné, uspořádané ve vrcholových nebo postranních palicovitých květenstvích. Palice jsou podepřeny 2 nebo více toulcovitými listeny, které jsou často opadavé. Palice se většinou skládá ze samičích květů, obklopených kolem dokola samčími květy, u rodu navinulec je tvořena střídajícími se pásy samčích a samičích květů. Květy jsou pravidelné, s nerozlišeným, redukovaným okvětím, případně bezobalné. Samčí květy mají nejčastěji 6 okvětních lístků a obsahují 6 až mnoho tyčinek. Nitky tyčinek jsou na bázi srostlé a často cibulovitě zduřelé. Samičí květy mají 0 až 4 okvětní lístky. Semeník je polospodní až spodní, synkarpní, srostlý ze 4 plodolistů. Obsahuje jedinou komůrku s mnoha vajíčky. Blizny jsou široké, přisedlé nebo na vrcholu krátké čnělky. V samičích květech jsou také přítomna 4 niťovitá, dlouhá a nezřídka nápadně zbarvená či bílá staminodia. Plody jsou dužnaté, nepukavé bobule, u většiny zástupců více či méně srůstající v dužnaté plodenství (synkarpium). U rodu navinulec je plodenství tvořeno dužnatými kroužky obsahujícími semena. Semena jsou plochá nebo kulovitá, drobná až relativně velká a obsahují dužnatý, olejnatý endosperm.

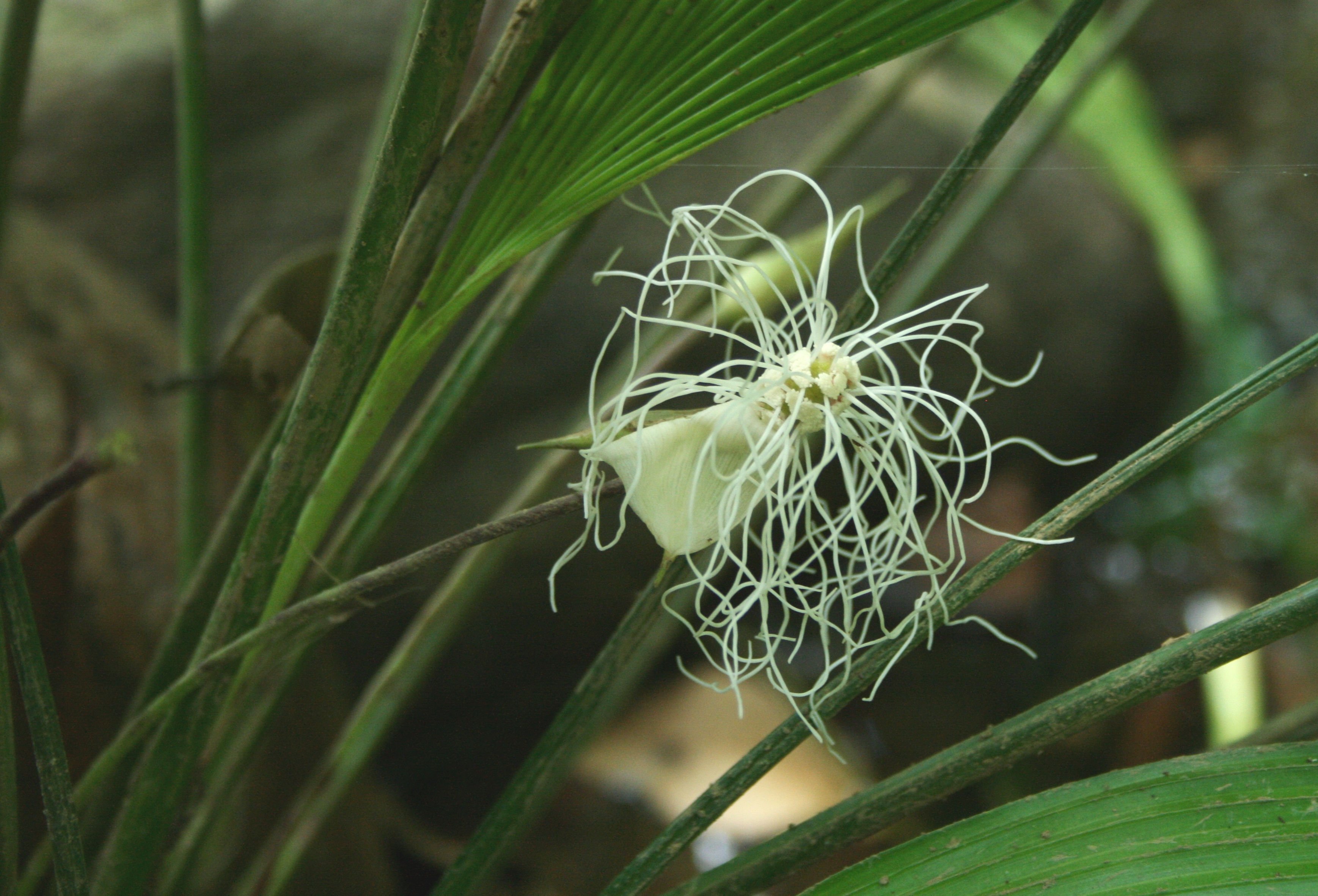
Kvetoucí Dicranopygium yacu-sisa
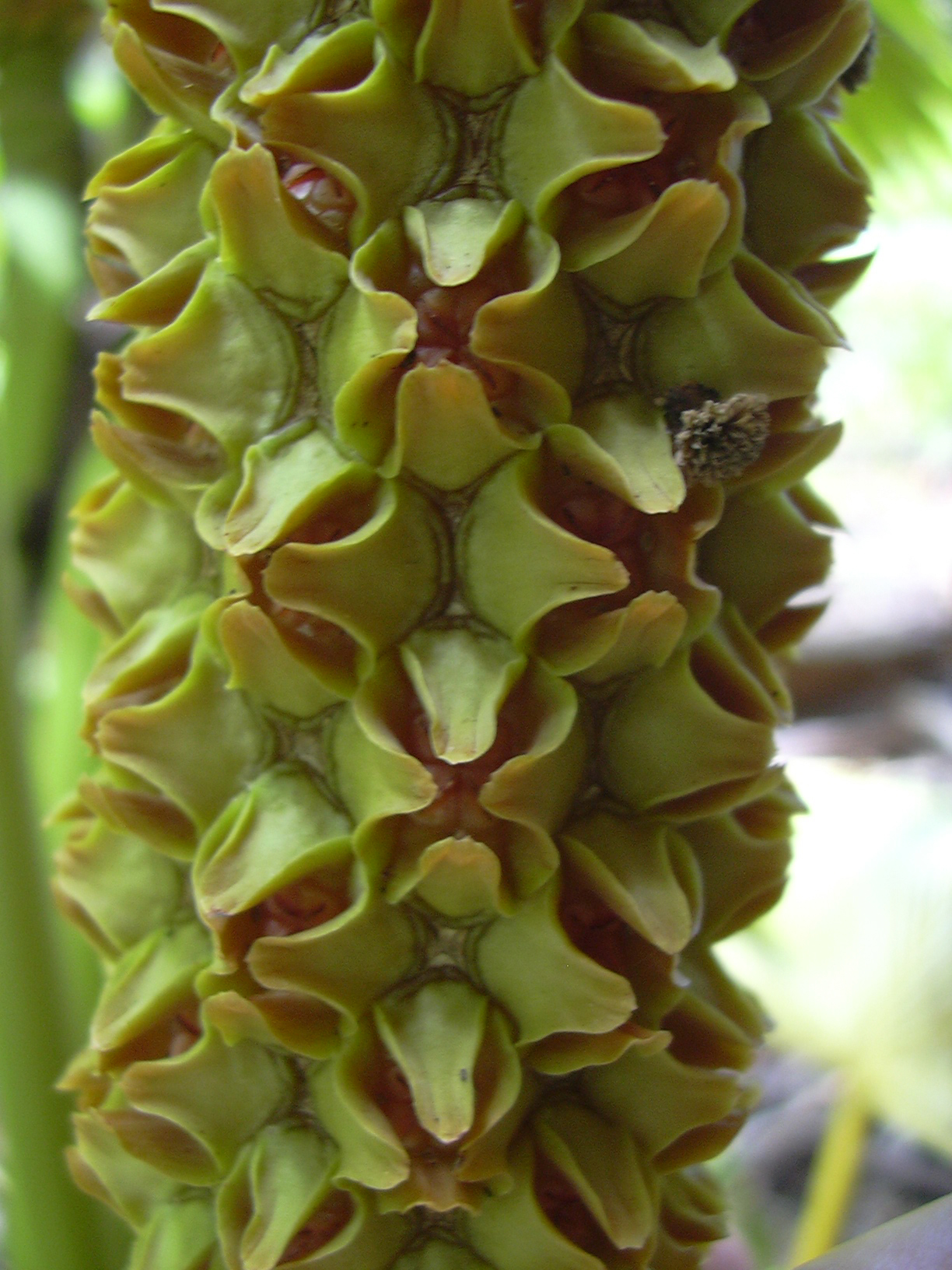
Detail květenství karludoviky dlanité
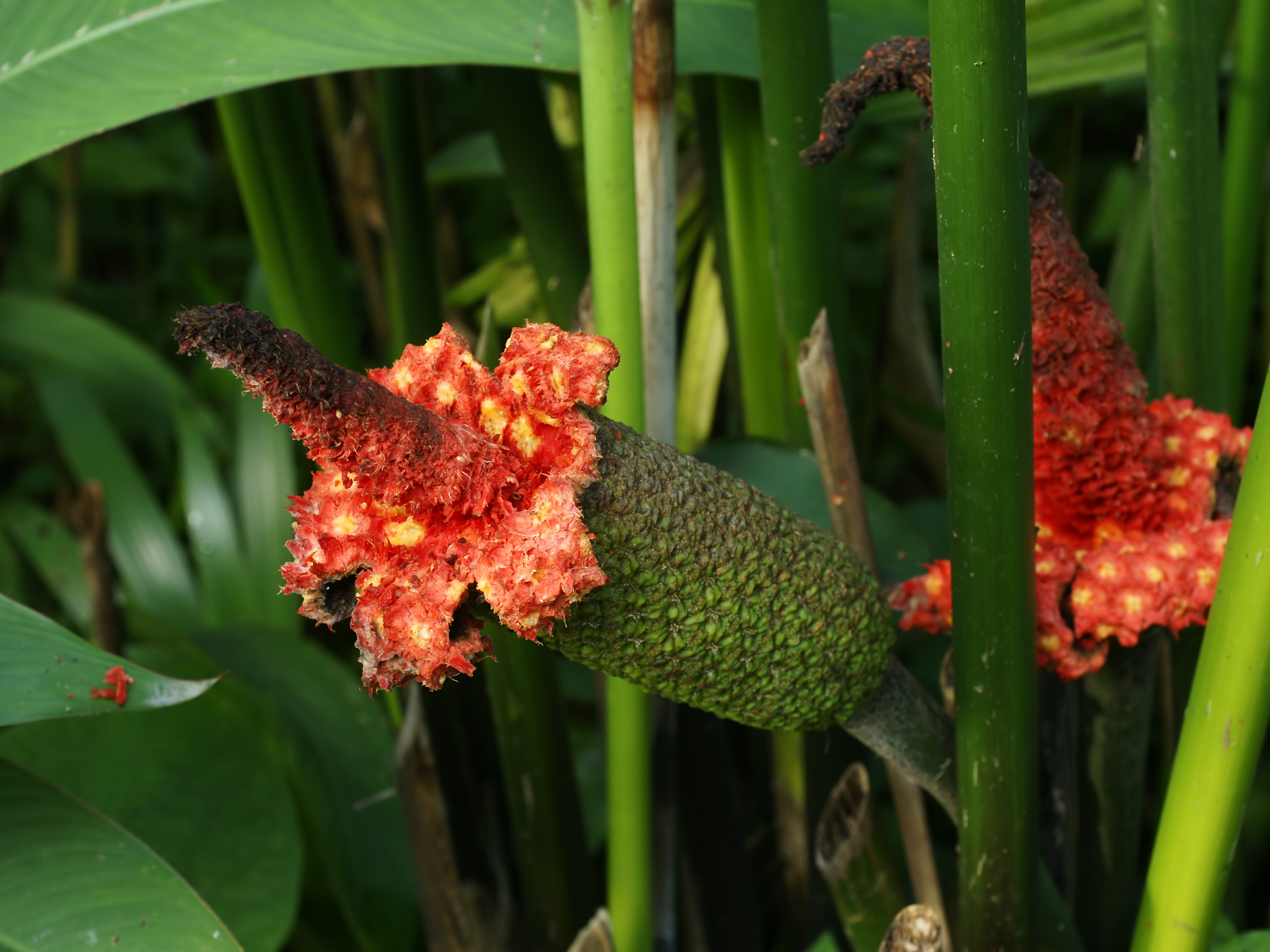
Částečně rozpuklé plodenství karludoviky dlanité
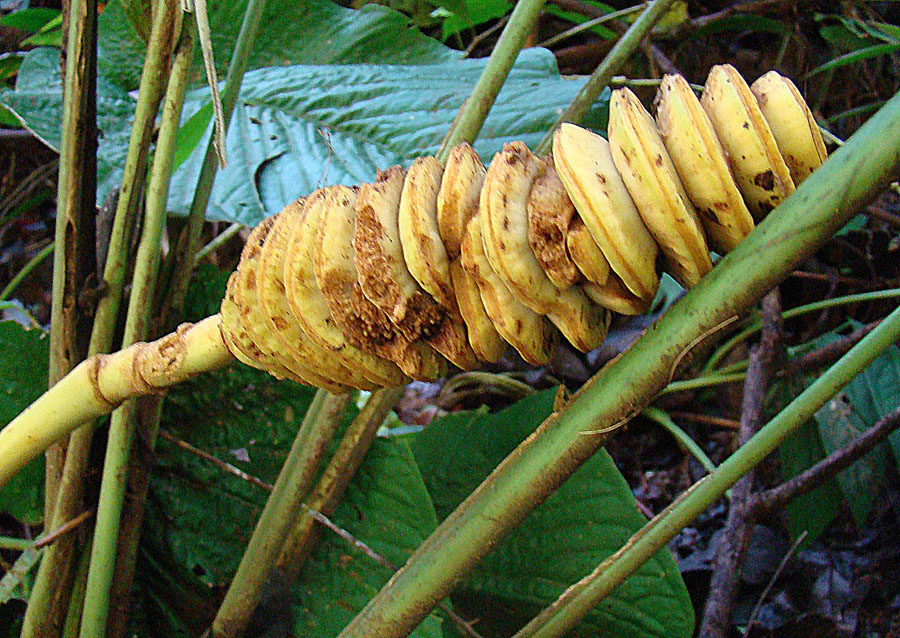
Souplodí navinulce

## Rozšíření
Čeleď zahrnuje asi 230 druhů ve 12 rodech. Největší rody jsou Asplundia (asi 100 druhů), Dicranopygium (50) a Sphaeradenia (50 druhů). Čeleď je rozšířena výhradně v tropické Americe a na Karibských ostrovech. Největší druhová diverzita je v Amazonii a v montánních tropických deštných lesích v nadmořských výškách do 1500 metrů. Velký počet endemických druhů roste v nížinných a horských mlžných lesích severozápadu Jižní Ameriky. V Andách některé druhy vystupují až do výšek okolo 3000 metrů. Zástupci čeledi nejčastěji rostou ve vlhkých či mlžných lesích a podél vodních toků.

## Ekologické interakce
Květy navinulcovitých se často otevírají na noc a jsou opylovány zejména brouky. Vůně lákající opylovače se vytváří v dlouhých staminodiích vyčnívajících z květenství. Semena rozšiřují ptáci, netopýři nebo opice.

## Taxonomie
Podle výsledků fylogenetických studií jsou Cyclanthaceae sesterskou větví čeledi pandánovité (Pandanaceae).
Čeleď je dělena na dvě podčeledi: Cyclanthoideae zahrnují jediný druh, Cyclanthus bipartitus, podčeleď Carludovicoideae obsahuje zbytek rodů. Hlavní rozdíly mezi těmito dvěma skupinami jsou ve struktuře květenství, plodů a listové čepele.

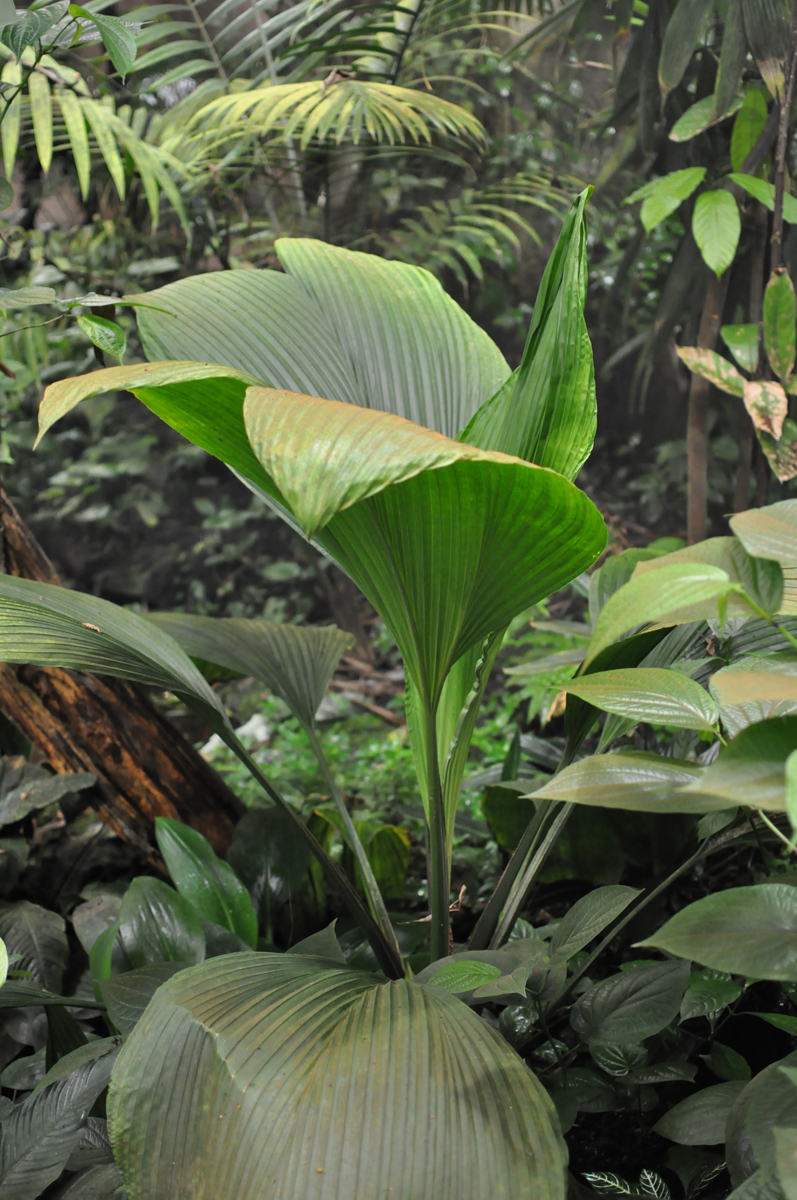
Asplundia dussii

## Rozlišovací znaky
Rostliny z čeledi navinulcovité mohou být zaměněny s některými drobnými druhy nebo semenáčky palem. Oproti palmám mají mj. měkčí řapíky s okrouhlým průřezem, zatímco palmy mívají řapíky více či méně zploštělé. Pozemní druhy jsou mnohem více bylinné než palmy a mají nanejvýše krátký stonek. Šplhavé druhy postrádají ostny, které jsou charakteristické pro šplhavé palmy. Rovněž květenství a plodenství jsou zcela jiná než u palem.

## Zástupci
- karludovika (Carludovica)
- ludovie (Ludovia)
- navinulec (Cyclanthus)[7]

## Význam
Hospodářsky nejvýznamnějším zástupcem čeledi je karludovika dlanitá (Carludovica palmata). Z vláken z mladých listů se v Ekvádoru vyrábějí známé panamské klobouky, ze starších listů se pletou rohožky a koše. Listy Carludovica angustifolia a C. sarmentosa slouží k výrobě došků na střechy a košťat. Stonky a kořeny epifytních druhů rodu Thoracocarpus slouží domorodcům jako provazy, k pletení různých předmětů a k výrobě pastí.
Některé druhy jsou v tropech pěstovány jako okrasné rostliny, zejména karludovika dlanitá a příbuzný druh Carludovica drudei, a dále Dicranopygium atrovirens. V českých botanických zahradách jsou zástupci této čeledi pěstováni zřídka.

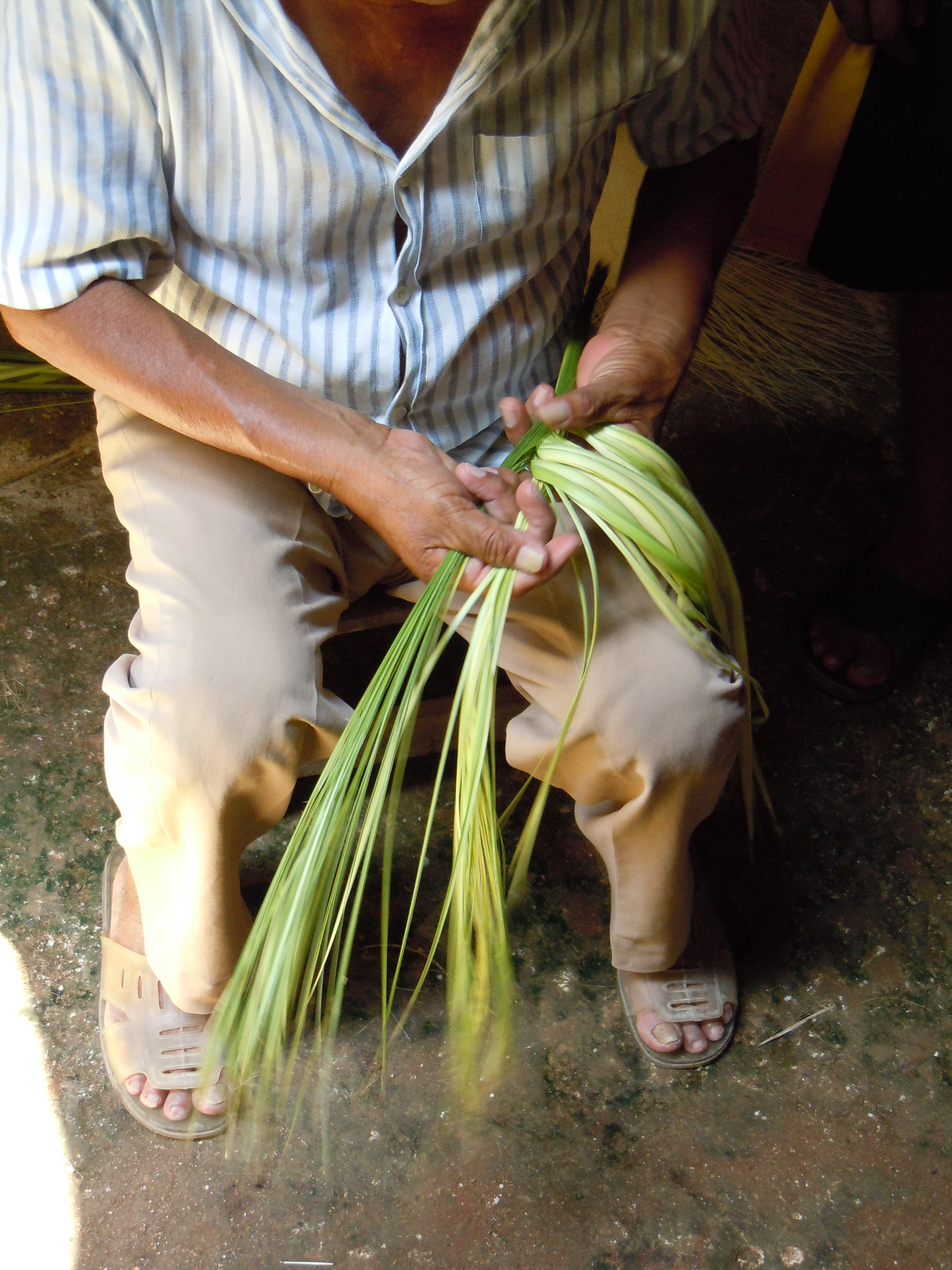
Pletení z listů karludoviky
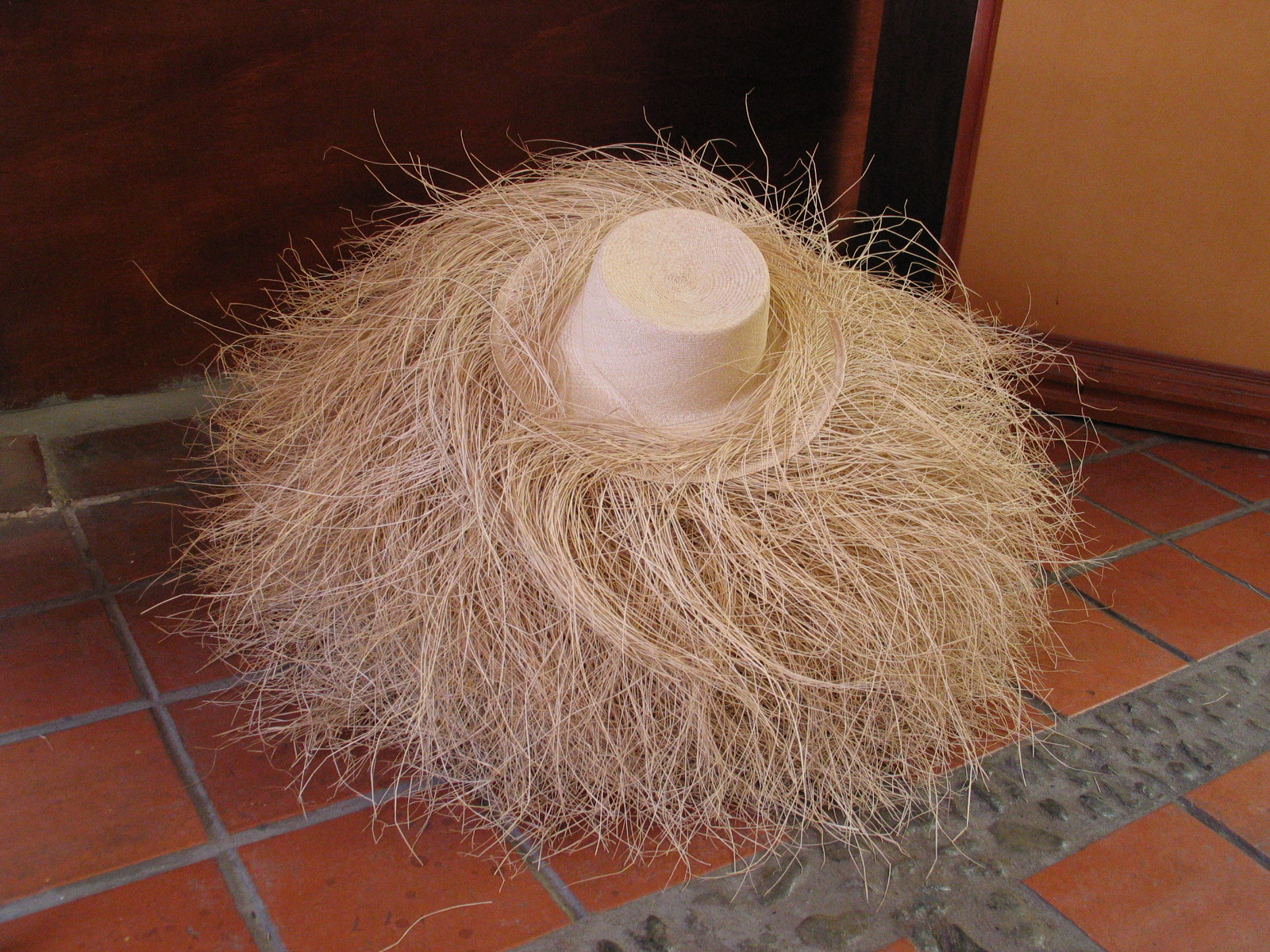
Vlákno z karludoviky
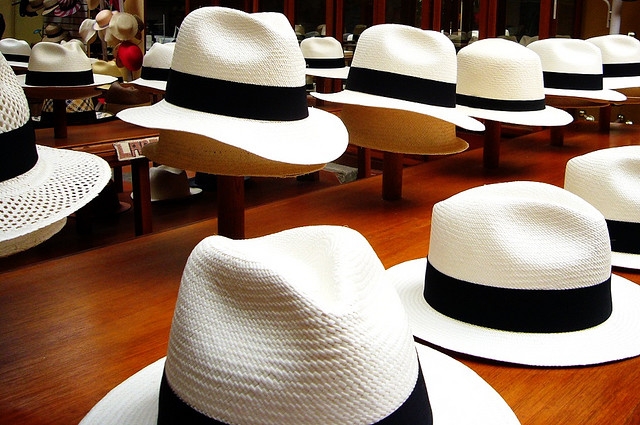
Panamské klobouky

## Přehled rodů
Asplundia,
Carludovica,
Chorigyne,
Cyclanthus,
Dianthoveus,
Dicranopygium,
Evodianthus,
Ludovia,
Schultesiophytum,
Sphaeradenia,
Stelestylis,
Thoracocarpus